# Сельское поселение «Село Ахлебинино»
Сельское поселение «Село Ахлебинино» — муниципальное образование в составе Перемышльского района Калужской области России.
Центр — село Ахлебинино.

## Население
| 2010  | 2012  | 2013  | 2014  | 2015  | 2016  | 2017  |
| ----- | ----- | ----- | ----- | ----- | ----- | ----- |
| 1101  | ↘1070 | ↘1043 | ↘1019 | ↗1039 | ↗1098 | ↗1110 |
| 2018  | 2019  | 2020  | 2021  |       |       |       |
| ↘1088 | ↘1050 | ↘1047 | ↘828  |       |       |       |

## Состав сельского поселения
| № | Населённый пункт | Тип населённого пункта       | Население |
| - | ---------------- | ---------------------------- | --------- |
| 1 | Ахлебинино       | село, административный центр | ↘957      |
| 2 | Верхнее Косьмово | деревня                      | ↘11       |
| 3 | Нижнее Косьмово  | деревня                      | →4        |
| 4 | Николаевка       | деревня                      | ↘23       |
| 5 | Никольское       | село                         | ↘86       |
| 6 | Пушкино          | деревня                      | ↘13       |
| 7 | Средняя Фабрика  | деревня                      | ↘7        |